# Sandecja Nowy Sącz
El Sandecja Nowy Sącz es un equipo de fútbol polaco de la ciudad de Nowy Sącz, en el voivodato de Pequeña Polonia. Actualmente juega en la II Liga, la tercera categoría del país. 

## Historia
El club comenzó a operar en el año 1910 por iniciativa de un antiguo miembro del Sokół. El nombre del club deriva del nombre latino de la ciudad de Nowy Sącz, antiguamente conocida como Nova Civitas Sandecz. El primer presidente del club fue Joseph Damse.
El 1 de junio de 1970 se inauguró el Estadio Władysława Augustynka, el actual campo de fútbol del equipo. El estadio albergó su primer y único partido internacional enfrentó a las selecciones juveniles de Polonia y de Hungría en un partido amistoso entre ambas selecciones. El partido terminó con el resultado de 2 goles a 3 a favor de Polonia. Hasta 1998, el estadio fue nombrado XXV Aniversario de la República Popular de Polonia, y desde el 2 de junio de 2001 y tomó el nombre de Wladyslaw Augustynka.
El año en el que el club iba a cumplir su 100 aniversario, consiguieron ascender a la I Liga, siendo la primera vez en casi veinte años que no conseguían subir a la segunda división del país (desde 1991).
Históricamente es un club que compitió en ligas regionales del fútbol polaco. Sin embargo en la temporada 2016-17 se consagra campeón de la I Liga logrando su primer título y el ascenso por primera vez en su historia a la Ekstraklasa.
A pesar de un arranque aceptable en la temporada 2017-18 en la máxima categoría, una desastrosa racha de 22 partidos sin ganar en 7 meses (11 empates y 11 derrotas) condenaría al club en el último lugar, terminado la liga en dicho lugar (16°) y perdiendo la categoría.

## Palmarés

### Torneos nacionales
- I Liga (1):

2016/17